# Двуглавая мышца бедра
Двуглавая мышца бедра (лат. Musculus biceps femoris) — мышца задней группы мышц бедра.

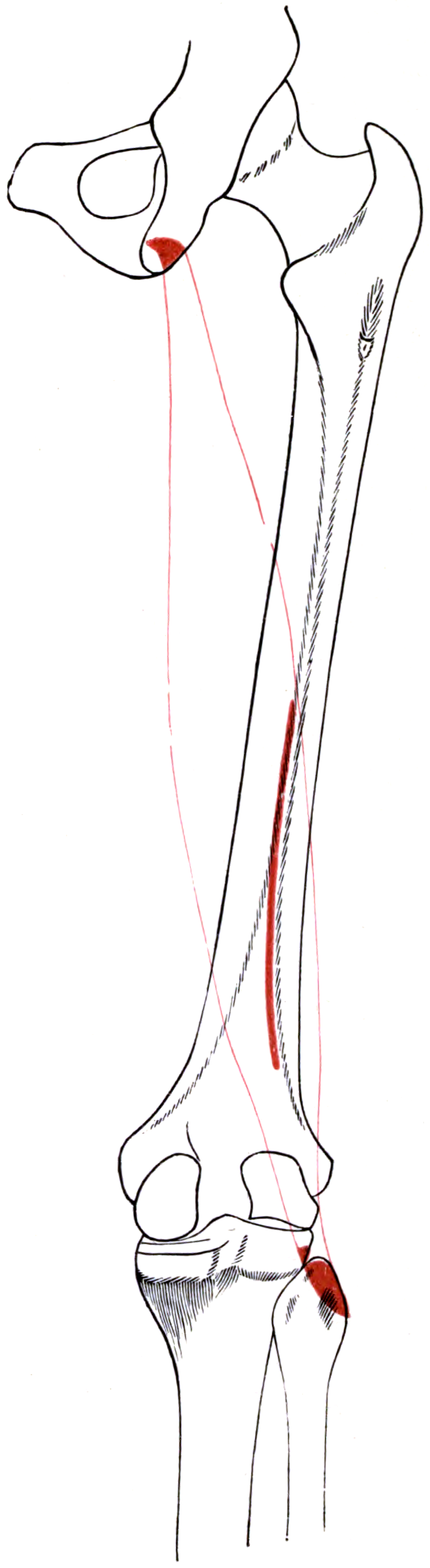
Места прикрепления и проекция длинной головки правой двуглавой мышцы бедра

Располагается по латеральному краю задней поверхности бедра. В мышце различают две головки — длинную и короткую. Длинная головка (лат. caput longum) начинается от седалищного бугра ветви седалищной кости небольшим плоским сухожилием; короткая головка (лат. caput breve) — от латеральной губы шероховатой линии на протяжении нижней половины бедра.
Обе головки, соединяясь образуют мощное брюшко, которое, направляясь вниз, переходят в длинное узкое сухожилие. Последнее, обогнув сзади латеральный надмыщелок, прикрепляется к головке малоберцовой кости. Часть пучков, направляясь горизонтально, фиксируется к краю верхней суставной поверхности малоберцовой кости, а часть, направляясь немного вниз, вплетается в фасцию голени.

## Функция
При укреплённой голени производят разгибание туловища совместно с большой ягодичной мышцей. Когда колено согнуто, те же мышцы осуществляют вращение голени, сокращаясь по отдельности на той или другой стороне. Двуглавая мышца бедра вращает голень кнаружи.